# Mật mã Dorabella
Mật mã Dorabella là một bức thư mã hoá do Tòng Nam tước Edward Elgar, nhà soạn nhạc người Anh, viết cho cô Dora Penny. Cho đến giờ ý nghĩa của bức thư vẫn là điều bí mật. Bức mật mã này gồm 87 ký tự chia làm 3 dòng, có vẻ như được tạo thành từ một bảng chữ cái gồm 24 biểu tượng, mỗi biểu tượng gồm 1, 2 hoặc 3 hình bán khuyên, xoay theo một trong 8 hướng.